# 周英华
周英华（1939年3月7日—），国际华人餐饮业钜子，是周信芳之子，母亲为周信芳情妇，后来的第二任妻子裘丽琳。Mr. Chow高档中餐厅的创办人，有“华裔食神”之称，也是电影人、演员、收藏家和画家。

## 简介
祖籍宁波慈溪，1939年生于上海。1951年年仅12岁赴英国留学。早年热衷艺术、擅长绘画。在英国伦敦学习艺术与建筑。
1968年，在英国伦敦创办「Mr.Chow」餐厅，后来发展成连锁店，业务拓广到美国。据传披头士乐队核心成员约翰·列农遇刺身亡前，就在「Mr. Chow」就餐。周在美国将其餐饮连锁拓展至纽约、迈阿密、拉斯维加斯、加利福尼亚等地。周也曾投资酒吧。
周在演艺界和电影也有涉足，是个演员，也投资电影制作。

## 收藏
周是个收藏家，除收藏有父亲周信芳珍贵遗物外，热衷收藏西方绘画。藏品包括安迪·沃霍尔(Andy Warhol)、凯斯·哈林(Keith Haring)和让-米切尔·巴斯奎特(Jean-Michel Basquiat)的画作。周早在20世纪60年代就开始收藏油画，其当年收藏的一幅小油画还挂置于他洛杉矶家中厨房的墙上。

## 绘画
周在少年时就热衷艺术收藏，擅长绘画。在英国伦敦时专门学过西方绘画。2012年，在放下画笔半个世纪后，重拾画笔作画。创“麒派画家”。2015年1月，纪念其父周信芳诞辰120周年之际，在北京尤伦斯当代艺术中心举办自己画作和收藏展，名为“麒派画家周英华”。周的重拾画笔受到美国洛杉矶当代艺术博物馆（The Museum of Contemporary Art, Los Angeles，MOCA）前馆长杰弗瑞•戴齐（Jeffrey Deitch）的劝说。2012年初，戴氏与周在艺术项目上合作，戴氏登门造访周，被周家的一幅画作吸引。当戴氏得知周早年学画，也曾是个职业画家时，非常兴奋，劝告周重返画坛。

## 家庭
- 父親：周信芳
- 母親：裘麗琳
- 兄弟：
  - 周丕承 （由劉鳳嬌所生）
  - 周少麟
- 姐妹：
  - 周連弟 周連喜 （由劉鳳嬌所生）
  - 周采藻 周采蘊 周采芹 周采茨

- 妻子：
  - Grace Coddington（1968年-1969年離異）
  - 周天娜 （1972年-1990年離異）
  - Eva Chun（1992年-2017年離異)
  - Vanessa Rano（2019年-)

- 子女：
  - 長女周佳納（China Chow）(1974 -)（由周天娜所生）
  - 長子Maximillian Chow (1978 - )（由周天娜所生）
  - 次女Asia Chow (1994 -)（由Eva Chun所生）
  - 幼子Phoenix Chow (2019 -)（由Vanessa Rano所生）
  - 幼女Skye Chow (2021 -)（由Vanessa Rano所生）